# Этивлук (река)
Этивлук (англ. Etivluk River) — река в северной части штата Аляска, США. Приток реки Колвилл. Длина реки составляет 90 км.
Берёт начало из озера Нигтун вблизи перевала Ховард в горах Ховард в районе хребта Брукса. Течёт преимущественно в северном и северо-восточном направлениях и впадает в реку Колвилл. Вблизи своего устья принимает крупный правый приток — реку Нигу. На всём своём протяжении Этивлук течёт через глухую удалённую от населённых пунктов местность, расположенную полностью за Полярным кругом.